# John William Warner
John William Warner (Washington, 18 febbraio 1927 – Alexandria, 25 maggio 2021) è stato un politico e avvocato statunitense, senatore per lo stato della Virginia dal 1979 al 2009 ed in precedenza Segretario della Marina dal 1972 al 1974. Ancor prima, Warner ha servito come sottosegretario della Marina dal 1969 al 1972. Ad oggi, Warner è l'ultimo membro del Partito Repubblicano ad essere eletto al Senato per lo stato della Virginia.

## Biografia
Fu il tredicesimo segretario della marina statunitense (United States Department of Defense) sotto il presidente degli Stati Uniti d'America Richard M. Nixon.
I suoi genitori furono John W. Warner e Martha Bud, frequentò prima alla St. Albans School e poi la Woodrow Wilson High School ed infine la Washington and Lee University. Entrò in marina prima di compiere 18 anni, partecipò alla guerra di Corea. Dopo qualche anno riprese ancora gli studi ultimandoli alla George Washington University
Si sposò 3 volte:
1. Nel 1957 sposò Catherine Conover Mellon, figlia di Paul Mellon, i due hanno divorziato nel 1973. La coppia ebbe 3 figli: Virginia, John Jr e Mary.[1]
2. Il 4 dicembre 1976 sposò l'attrice Elizabeth Taylor divorziando poi il 7 novembre 1982.
3. Il 15 dicembre 2003 sposò Jeanne Vander Myde.[2]

Esponente del Partito Repubblicano, fu senatore degli Stati Uniti, servendo lo stato della Virginia dal 2 gennaio 1979 al 3 gennaio 2009: lo sostituì l'omonimo democratico Mark Warner, che egli aveva già sconfitto alle elezioni del 1996 per una manciata di voti.

## Riconoscimenti
Fra i vari premi alla carriera ricevuti la decorazione della National Intelligence Distinguished Public Service Medal. Il sottomarino USS John Warner (SSN-785) è stato denominato così in suo onore.